# ラティウム

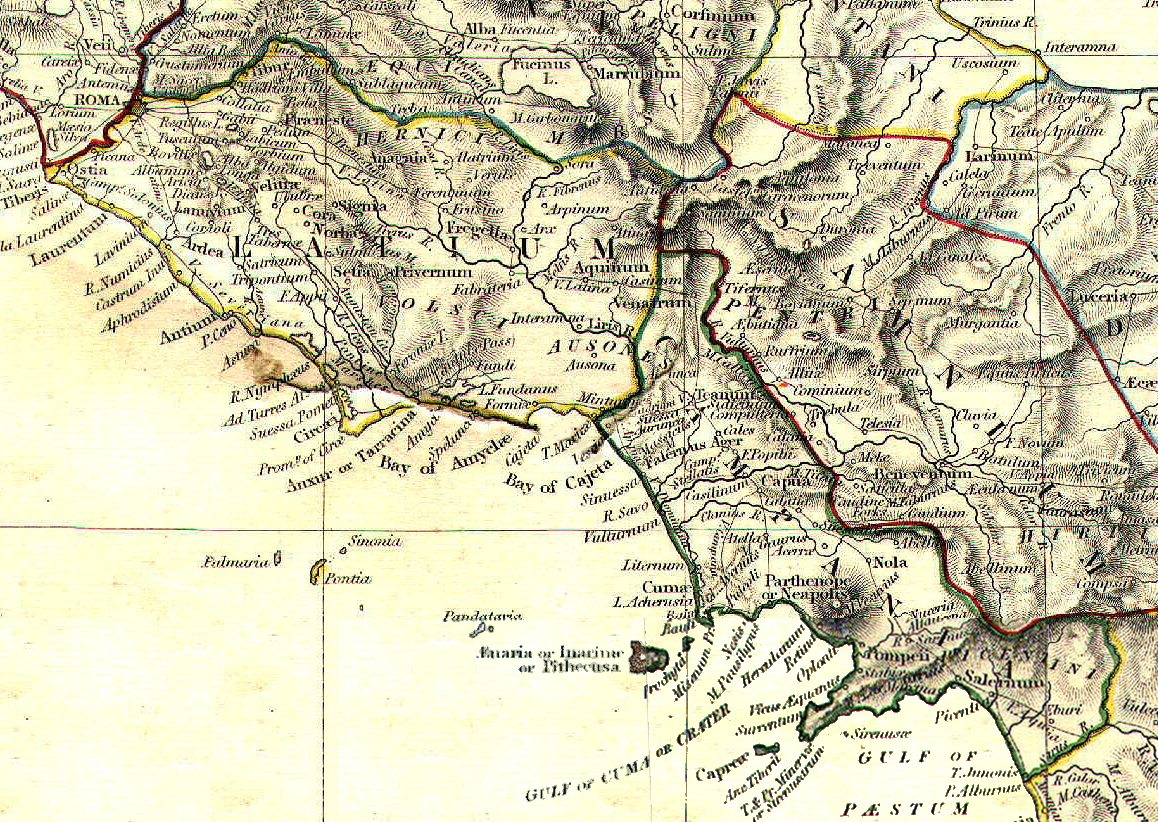
ローマ帝国時代のラティウムとカンパーニアを示した地図

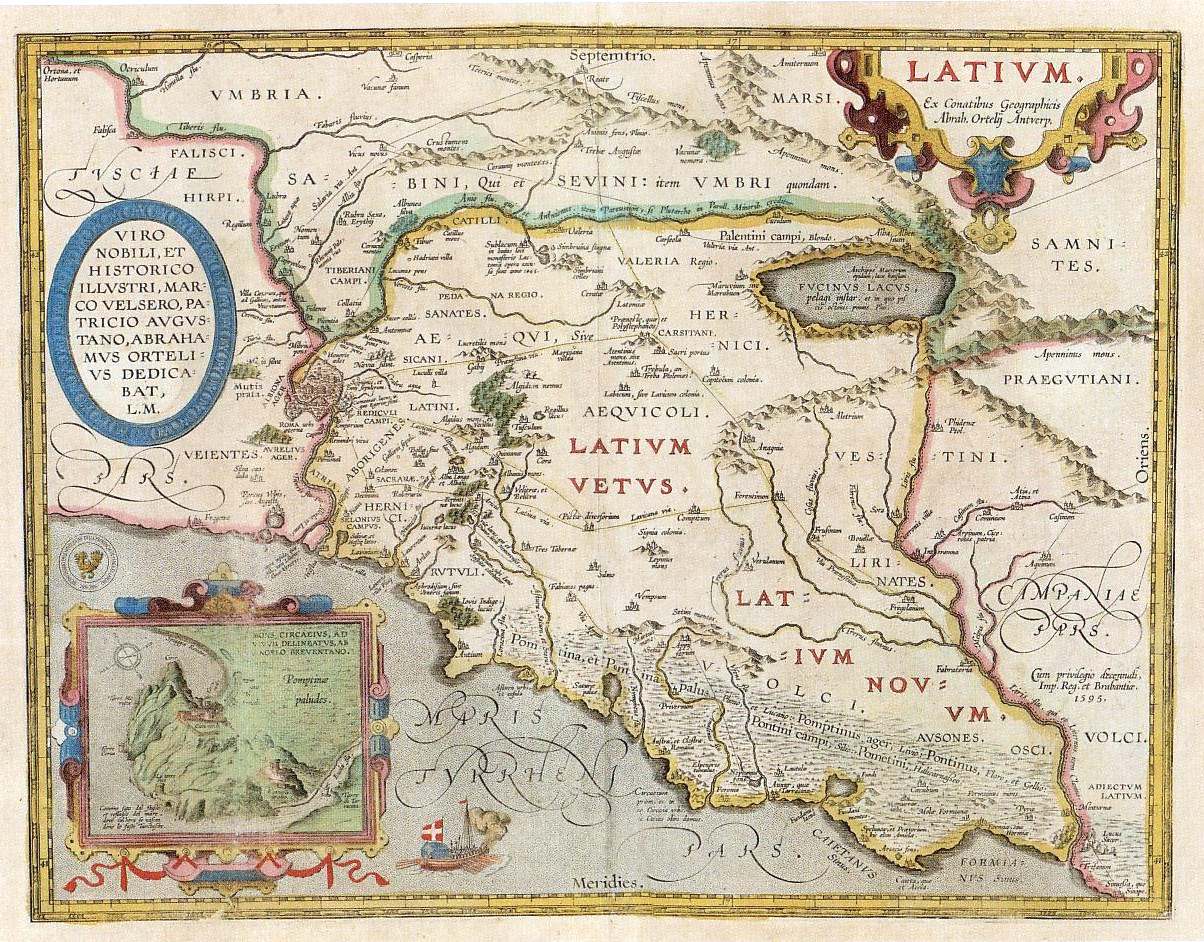
アブラハム・オルテリウスの製作した古代ラティウムの地図（1595年）

ラティウム（ラテン語: Latium）は、イタリア中央西部地方を指し、ローマという都市がここに建設され、ローマ帝国の首都に発展した。ラティウムは本来、火山性土壌の肥沃な三角形の狭い地域で、ラテン人部族が住んでいた。テヴェレ川の左岸に位置し、北はアニオ川（テヴェレ川左岸の支流で現在はローマ市内にある）まで、南東は Pomptina Palus（en、ポンティーネ湿原、現在はポンティーネ平野）までであり、この湿原はマラリアの発生する沼地として当時は人間が住める場所ではなく、その南端にチルチェーオ岬 (en) がある。テヴェレ川右岸はエトルリア人の都市ウェイイの支配地だった。後にローマはウェイイとその部族を打ち破り、ラティウムが北東にアペニン山脈まで広がり、南東の沼地の反対端まで広がった。現在この地域はイタリアのラツィオ州であり、今もラティウム地方とも呼ばれるが、その範囲はかつてのラティウムよりやや大きい。
ラティウムの先住民であるラテン人の古代の言語は、ラテン語やロマンス諸語の源流である古ラテン語の元になった。ラティウムはローマというローマ帝国の文化的・政治的中心地を生み出したという点で歴史上重要な役割を果たした。そのため、ラティウムには有名な芸術作品や建築作品が多数存在する。

## 地理
既知の最初期のラティウムはラテン人の故郷であり、ラテン人が住む地域の中心にはローマから南東に20キロメートル（12マイル）ほど行ったところにある巨大な死火山モンス・アルバヌス（アルバン山、現在のコッリ・アルバーニ (en)）があった。その中心には直径数キロメートルの楕円形のカルデラ湖ラクス・アルバヌス（アルバーノ湖）がある。2番目に高い峰 (Monte Cavo) の頂上にはユーピテル・ラティアリスの神殿があり、ローマに従属する以前はここがラテン人国家の中心であり、ローマ人も後にここで宗教的式典を催した。中世期まで古代の神殿が建っていて、修道院などに利用されていたが、最終的にはホテルとなった。これをドイツ国防軍が無線局に転用し、1944年にアメリカ軍が上陸してそれを占拠した。現在は多数のアンテナを立てた無線通信局になっており、景観にふさわしくないということで評判が悪い。
ユーピテルを国家の神とし、その部族名がラテン語の元になっているという点から、ラテン人がインド・ヨーロッパ語族だったことは明らかである。アウグストゥスの時代の詩人ウェルギリウスはラティウム (Latium) の語源を「隠れた」（英語の "latent" = 潜在）だとしている。これはラティウムの黄金時代の支配者だったサートゥルヌスの神話に由来し、サートゥルヌスがこの地でユーピテルから隠れた (latuisset) からだという。

## 歴史

紀元前5世紀のラティウムの諸民族（ラテン語表記）

後にラティウムとなった地域には青銅器時代初期から農耕民が定住しており、古代ギリシア人もミケーネ時代初期からその地を知っていた。そのころはインド・ヨーロッパ語族とそうでない人々が混在して住んでいた。その地名はラテン語の "latus"（広い）からの派生という説が有力で「平らな土地」であることを表しているとされているが（対照的に、サビニ人は高地に住んでいた）、ラテン語より古い非インド・ヨーロッパ語族の言語が語源という可能性もある。エトルリア（現在のトスカーナ州）を故郷とするエトルリア人は、紀元前8世紀ごろからラティウムに文化的にも政治的にも強い影響を及ぼした。しかし、当時は古代ギリシアと同様に小さな自律的都市国家単位で運営されていたため、エトルリア人がラティウムを政治的に支配することはなかった。実際この地域はギリシャ本土の都市国家から地理的にも近く、文化的に大きな影響を受けていた。古くからイタリアの人々と交易していたフェニキア人はシチリアの大部分も支配しており、ラティウムの発展にも影響を与えたと考えられている。
ラティウムでのエトルリア人以外の最古の定住地としては、半ば神話となっている都市アルバ・ロンガがある。アルバ・ロンガは現在のローマの南東に位置していた。ティトゥス・リウィウスや他の古代の権威によれば、エトルリア人の拡大を防ぐことを目的に都市国家群がラテン同盟を結んだのがその地だという。
都市国家ローマは政治的にも軍事的にもこの地域を支配するようになり、紀元前7世紀中ごろにはアルバ・ロンガを打ち破ったとされている。